# Albert Zlotnik
Albert Zlotnik (* 1954) ist ein Immunologe und Molekularbiologe am Institut für Immunologie an der University of California, Irvine. Hauptsächlich beschäftigt er sich mit der Wirkung von Chemokinen, insbesondere deren Wirkung bei Krebs.

## Leben
Seinen Ph.D. erhielt Albert Zlotnik 1981 an der University of Colorado.
1984 wurde der stellvertretender Direktor für Immunologie des DNAX Research Institute, bevor er im Jahr 2000 bei Eos Biotechnology zum Direktor für Genomics wurde. Ab 2003 war er Senior Director für Molekularmedzin bei Neurocrine Biosciences, bevor er 2007 bis 2008 als Vizepräsident für Forschung bei Senomyx tätig war.

## Veröffentlichungen
- New insights on the role of CXCR4 in cancer metastasis in The Journal of Pathology, Juli 2008
- The Chemokine Superfamily Revisited in Immunity, Mai 2012 mit Osamu Yoshie
- Mucosal Chemokines in Journal of Interferon & Cytokine Research, Februar 2017 mit Marcela Hernández-Ruiz
- Markedly high salivary and lacrimal CXCL17 levels in primary Sjögren's Syndrome in Joint, bone, spine: revue du rhumatisme, Mai 2017, mit Marcela Hernández-Ruiz, Luis Llorente, Gabriela Hernández-Molina
- Identification of IL-40, a Novel B Cell–Associated Cytokine in The Journal of Immunology, Oktober 2017, mit Jovani Catalan-Dibene, Monica Vazquez et al.
- The chemokine and chemokine receptor superfamilies and their molecular evolution in Genome biology Bd. 7, 29. Dezember 2006, Nr. 12